# イー・カンパニー
有限会社イー・カンパニー（英: E Company Ltd.）は、テレビ番組の制作を行うプロダクション会社である。

## 概略
主に日本テレビ系のバラエティ番組、音楽番組、情報番組の制作を手掛けている。

## 所属スタッフ
- 浪岡厚生（代表者、プロデューサー）
- 佐々木俊勝（チーフプロデューサー）
- 山下朋洋（チーフディレクター）
- 内藤梨恵子（プロデューサー）

他、正社員及び契約社員　約30名で構成

## 主な制作番組

### 主な番組
レギュラー
- AKBINGO!（日本テレビ）
- ZIP!（日本テレビ）
- シューイチ（日本テレビ）
- スッキリ!!（日本テレビ）
- ブレイク前夜（BSフジ）

特番
- さんま&SMAP!美女と野獣のクリスマススペシャル（日本テレビ）
- ロンブー&チュートの芸能人ヒットソングで爆笑ショーバトル（日本テレビ）

### 過去
レギュラー
- レコ☆HITS!（日本テレビ）
- なるほどハイスクール（日本テレビ）※　スタッフ参加
- ピカイチ（日本テレビ）
- ジャパン☆ウォーカー（日本テレビ）
- エンタの神様（日本テレビ）
- メンB（日本テレビ）
- 少女B（日本テレビ）
- ミンナのテレビ（日本テレビ）
- アイチテル!（TBS）
- ウタワラ（日本テレビ）
- AKB1じ59ふん!（日本テレビ）
- AKB0じ59ふん!（日本テレビ）
- THE M（日本テレビ）
- 絶対やれるギリシャ神話（日本テレビ）
- EXILE GENERATION（日本テレビ）
- ショーバト!（日本テレビ）
- ギブアップ嬢（日本テレビ）
- ひるザイル（日本テレビ）

特番
- 堂本光一所長PRESENTS アンラッキー研究所（日本テレビ）
- ザ・プラチナチケット 〜君のために歌いたい〜（日本テレビ）
- HOT HIT 100（日本テレビ）
- KAT-TUN×3（日本テレビ）
- マチャミの名曲100選 心に残るこの一曲「あの時聴いた、歌ったのはこんな歌」（日本テレビ）
- 21世紀の歴史（日本テレビ）
- ラリーKING（日本テレビ）
- THE オヤジバンドSHOW（日本テレビ）
- 伝説のお笑い番組がよみがえる!ゲバゲバ90分!（日本テレビ）
- あけましてAKB! 2011年もガチでいきます 生で晴れ着で全員集合 大新年会スペシャル（日本テレビ）
- ギブアップトーク（日本テレビ）